# István Kiss (Radsportler, 1928)
István Kiss (* 29. Mai 1928) ist ein ehemaliger ungarischer Radrennfahrer und nationaler Meister im Radsport.

## Sportliche Laufbahn
Kiss war Bahnradsportler. Er siegte 1951 in der nationalen Meisterschaft im 1000-Meter-Zeitfahren. In der Mannschaftsverfolgung gewann er den Titel 1953. Kiss war Mitglied der Nationalmannschaft Ungarns, die 1951 den ersten offiziellen Länderkampf gegen die DDR-Bahnradsportmannschaft bestritt.

## Berufliches
Kiss war als Fahrradmechaniker tätig.